# Business and Professional Women
Business and Professional Women (BPW) eller BWP International är en organisation för yrkesverksamma kvinnor, grundad i USA 1930. 
BPM grundades av Lena Madisen Philips i USA 1930. Det var under en tid när den nya kvinnan tog större plats i samhällslivet.  
Den gav upphov till grundandet av International Federation of Business and Professional Women 1930. I Sverige bildades BPW, Business and Professional Women 1931. 